# Coelichneumon scutellaris
Coelichneumon scutellaris är en stekelart som beskrevs av Tohru Uchida 1927. Coelichneumon scutellaris ingår i släktet Coelichneumon och familjen brokparasitsteklar. Inga underarter finns listade i Catalogue of Life.